# Andreas Kuffner
Andreas Kuffner (Vilshofen an der Donau, 11 de marzo de 1987) es un deportista alemán que compitió en remo.
Participó en dos Juegos Olímpicos de Verano, obteniendo dos medallas, oro en Londres 2012 y plata en Río de Janeiro 2016, en la prueba de ocho con timonel.
Ganó dos medallas en el Campeonato Mundial de Remo, en los años 2011 y 2014, y dos medallas en el Campeonato Europeo de Remo, en los años 2014 y 2016.

## Palmarés internacional
| Juegos Olímpicos   | Juegos Olímpicos         | Juegos Olímpicos | Juegos Olímpicos |
| Año                | Lugar                    | Medalla          | Prueba           |
| ------------------ | ------------------------ | ---------------- | ---------------- |
| 2012               | Londres (Reino Unido)    | Medalla de oro   | Ocho con timonel |
| 2016               | Río de Janeiro (Brasil)  | Medalla de plata | Ocho con timonel |
| Campeonato Mundial |                          |                  |                  |
| Año                | Lugar                    | Medalla          | Prueba           |
| 2011               | Bled (Eslovenia)         | Medalla de oro   | Ocho con timonel |
| 2014               | Ámsterdam (Países Bajos) | Medalla de plata | Ocho con timonel |
| Campeonato Europeo |                          |                  |                  |
| Año                | Lugar                    | Medalla          | Prueba           |
| 2014               | Belgrado (Serbia)        | Medalla de oro   | Ocho con timonel |
| 2016               | Brandeburgo (Alemania)   | Medalla de oro   | Ocho con timonel |